# جان ادیسون
جان ادیسون (انگلیسی: John Addison؛ ۱۶ مارس ۱۹۲۰ – ۷ دسامبر ۱۹۹۸) یک موسیقی‌دان اهل بریتانیا بود.
از فیلم‌هایی که وی در آن‌ها نقش داشته است، می‌توان به عزیز اشاره نمود.
وی همچنین برنده جوایزی همچون جایزه اسکار بهترین موسیقی فیلم شده است.